# The Fast and the Furious: Tokyo Drift
The Fast and the Furious: Tokyo Drift  en är amerikansk actionfilm som handlar om streetracing. Den hade premiär på bio år 2006.

## Handling
High school-studenten Sean (Lucas Black) hamnar i konflikt med en av skolans populärare killar. Han blir utmanad till ett streetrace vilket resulterar i att båda kraschar och blir arresterade. Sean som tidigare varit inblandad i liknade incidenter blir skickad till sin far i Tokyo och börjar i en ny skola där. Han får förhållningsreglerna att han måste komma hem direkt efter skolan varje dag och hålla sig borta från bilar, det dröjer inte länge förrän han är insyltad i streetracing igen.

## Om filmen
The Fast and the Furious: Tokyo Drift regisserades av Justin Lin. Filmen utspelar sig i handlingsväg efter Fast and the Furious 4, 5 och 6. Det är den enda filmen i serien som inte handlar om polisen Brian O'Connor fram till The Fast and the Furious 8.

## Rollista (urval)
- Lucas Black - Sean
- Bow Wow - Twinkie
- Sung Kang - Han
- Brian Tee - Takashi (DK: Drift King)
- Nathalie Kelley - Neela
- Vin Diesel –  Dominic Toretto